# Zwaniwka
Zwaniwka (ukr. Званівка) – wieś na Ukrainie, w obwodzie donieckim, w rejonie bachmuckim, siedziba hromady. W 2001 liczyła 1430 mieszkańców, spośród których 1341 wskazało jako ojczysty język ukraiński, 83 rosyjski, 1 białoruski, a 5 ormiański.